# FIBA Liga das Américas 2015
A Liga das Américas 2015 foi a oitava edição da competição, que envolve equipes de quase todos os continentes americanos. Assim como na última edição, a FIBA manteve o formato da liga com 16 equipes participantes.
As sedes deste evento na primeira fase foram: São José dos Campos no Brasil (Grupo A), Cancún no México (Grupo B), Corrientes na Argentina (Grupo C) e Tunja na Colômbia (Grupo D). Na segunda fase as sedes foram: Cancún no México (Grupo E) e Mar del Plata na Argentina (Grupo F).

## Grupos
| Grupo A                   | Grupo B                  | Grupo C               | Grupo D              |
| ------------------------- | ------------------------ | --------------------- | -------------------- |
| São José                  | Pioneros de Quintana Roo | Regatas Corrientes    | Patriotas de Boyacá  |
| Fuerza Regia              | Flamengo                 | Marinos de Anzoátegui | Capitanes de Arecibo |
| Penãrol de Mar del Plata  | Malvín                   | Halcones Rojos        | Bauru                |
| Leones Alcadía de Managua | Leones de Quilpué        | Paulistano            | Trotamundos          |

## Primeira Fase

### Grupo A
São José dos Campos
| Pos. | Equipe                    | Pts | P | V | D | PF  | PC  | Dif |
| ---- | ------------------------- | --- | - | - | - | --- | --- | --- |
| 1.   | Peñarol de Mar del Plata  | 6   | 3 | 3 | 0 | 234 | 211 | +23 |
| 2.   | São José                  | 5   | 3 | 2 | 1 | 255 | 219 | +36 |
| 3.   | Fuerza Regia              | 4   | 3 | 1 | 2 | 244 | 242 | +2  |
| 4.   | Leones Alcadía de Managua | 3   | 3 | 0 | 3 | 210 | 271 | –61 |

| Data          | Hora  | Partida                   | Partida  | Partida                   |
| ------------- | ----- | ------------------------- | -------- | ------------------------- |
| 16 de janeiro | 18:00 | Penãrol de Mar del Plata  | 84 – 72  | Fuerza Regia              |
| 16 de janeiro | 20:15 | São José                  | 100 – 68 | Leones Alcadía de Managua |
| 17 de janeiro | 16:00 | Leones Alcadía de Managua | 67 – 77  | Peñarol de Mar del Plata  |
| 17 de janeiro | 18:15 | Fuerza Regia              | 78 – 83  | São José                  |
| 18 de janeiro | 18:00 | Fuerza Regia              | 94 – 75  | Leones Alcadía de Managua |
| 18 de janeiro | 20:15 | São José                  | 72 – 73  | Peñarol de Mar del Plata  |

### Grupo B
Cancún
| Pos. | Equipe                   | Pts | P | V | D | PF  | PC  | Dif |
| ---- | ------------------------ | --- | - | - | - | --- | --- | --- |
| 1.   | Flamengo                 | 5   | 3 | 2 | 1 | 288 | 237 | +51 |
| 2.   | Pioneros de Quintana Roo | 5   | 3 | 2 | 1 | 264 | 238 | +26 |
| 3.   | Malvín                   | 5   | 3 | 2 | 1 | 240 | 249 | –9  |
| 4.   | Leones de Quilpué        | 3   | 3 | 0 | 3 | 243 | 311 | –67 |

| Data          | Hora  | Partida                  | Partida  | Partida                  |
| ------------- | ----- | ------------------------ | -------- | ------------------------ |
| 23 de janeiro | 18:15 | Malvín                   | 74 – 97  | Flamengo                 |
| 23 de janeiro | 20:30 | Pioneros de Quintana Roo | 109 – 83 | Leones de Quilpué        |
| 24 de janeiro | 18:15 | Flamengo                 | 110 – 77 | Leones de Quilpué        |
| 24 de janeiro | 20:30 | Malvín                   | 74 – 69  | Pioneros de Quintana Roo |
| 25 de janeiro | 18:15 | Leones de Quilpué        | 83 – 92  | Malvín                   |
| 25 de janeiro | 20:30 | Pioneros de Quintana Roo | 86 – 81  | Flamengo                 |

### Grupo C
Corrientes
| Pos. | Equipe                | Pts | P | V | D | PF  | PC  | Dif |
| ---- | --------------------- | --- | - | - | - | --- | --- | --- |
| 1.   | Regatas Corrientes    | 6   | 3 | 3 | 0 | 222 | 183 | +39 |
| 2.   | Halcones Rojos        | 5   | 3 | 2 | 1 | 236 | 230 | +6  |
| 3.   | Paulistano            | 4   | 3 | 1 | 2 | 230 | 253 | –23 |
| 4.   | Marinos de Anzoátegui | 3   | 3 | 0 | 3 | 208 | 230 | –22 |

| Data           | Hora  | Partida               | Partida | Partida               |
| -------------- | ----- | --------------------- | ------- | --------------------- |
| 30 de janeiro  | 19:30 | Halcones Rojos        | 89 – 84 | Paulistano            |
| 30 de janeiro  | 21:45 | Regatas Corrientes    | 63 – 57 | Marinos de Anzoátegui |
| 31 de janeiro  | 19:30 | Halcones Rojos        | 91 – 76 | Marinos de Anzoátegui |
| 31 de janeiro  | 21:45 | Paulistano            | 70 – 89 | Regatas Corrientes    |
| 1 de fevereiro | 19:30 | Marinos de Anzoátegui | 75 – 76 | Paulistano            |
| 1 de fevereiro | 21:45 | Regatas Corrientes    | 70 – 56 | Halcones Rojos        |

### Grupo D
Tunja
| Pos. | Equipe               | Pts | P | V | D | PF  | PC  | Dif |
| ---- | -------------------- | --- | - | - | - | --- | --- | --- |
| 1.   | Bauru                | 6   | 3 | 3 | 0 | 284 | 200 | +84 |
| 2.   | Trotamundos          | 5   | 3 | 2 | 1 | 232 | 241 | –9  |
| 3.   | Capitanes de Arecibo | 4   | 3 | 1 | 2 | 213 | 207 | +6  |
| 4.   | Patriotas de Boyacá  | 3   | 3 | 0 | 3 | 208 | 289 | –81 |

| Data           | Hora  | Partida              | Partida  | Partida              |
| -------------- | ----- | -------------------- | -------- | -------------------- |
| 6 de fevereiro | 18:00 | Bauru                | 82 – 71  | Capitanes de Arecibo |
| 6 de fevereiro | 20:15 | Patriotas de Boyacá  | 88 – 98  | Trotamundos          |
| 7 de fevereiro | 18:00 | Trotamundos          | 68 – 92  | Bauru                |
| 7 de fevereiro | 20:15 | Capitanes de Arecibo | 81 – 59  | Patriotas de Boyacá  |
| 8 de fevereiro | 18:00 | Trotamundos          | 66 – 61  | Capitanes de Arecibo |
| 8 de fevereiro | 20:15 | Patriotas de Boyacá  | 61 – 110 | Bauru                |

## Segunda Fase

### Grupo E
Cancún
| Pos. | Equipe                   | Pts | P | V | D | PF  | PC  | Dif |
| ---- | ------------------------ | --- | - | - | - | --- | --- | --- |
| 1.   | Bauru                    | 6   | 3 | 3 | 0 | 277 | 216 | +61 |
| 2.   | Pioneros de Quintana Roo | 5   | 3 | 2 | 1 | 234 | 221 | +13 |
| 3.   | Regatas Corrientes       | 4   | 3 | 1 | 2 | 217 | 246 | –29 |
| 4.   | São José                 | 3   | 3 | 0 | 3 | 224 | 269 | –45 |

| Data            | Hora  | Partida                  | Partida | Partida                  |
| --------------- | ----- | ------------------------ | ------- | ------------------------ |
| 20 de fevereiro | 18:15 | Bauru                    | 90 – 70 | Regatas Corrientes       |
| 20 de fevereiro | 20:30 | Pioneros de Quintana Roo | 85 – 71 | São José                 |
| 21 de fevereiro | 18:15 | São José                 | 67 – 95 | Bauru                    |
| 21 de fevereiro | 20:30 | Regatas Corrientes       | 58 – 70 | Pioneros de Quintana Roo |
| 22 de fevereiro | 18:15 | São José                 | 86 – 89 | Regatas Corrientes       |
| 22 de fevereiro | 20:30 | Pioneros de Quintana Roo | 79 – 92 | Bauru                    |

### Grupo F
Mar del Plata
| Pos. | Equipe                   | Pts | P | V | D | PF  | PC  | Dif |
| ---- | ------------------------ | --- | - | - | - | --- | --- | --- |
| 1.   | Flamengo                 | 6   | 3 | 3 | 0 | 285 | 218 | +67 |
| 2.   | Peñarol de Mar del Plata | 5   | 3 | 2 | 1 | 242 | 215 | +27 |
| 3.   | Halcones Rojos           | 4   | 3 | 1 | 2 | 209 | 242 | –33 |
| 4.   | Trotamundos              | 3   | 3 | 0 | 3 | 201 | 262 | –61 |

| Data            | Hora  | Partida                  | Partida  | Partida                  |
| --------------- | ----- | ------------------------ | -------- | ------------------------ |
| 27 de fevereiro | 19:00 | Flamengo                 | 92 – 62  | Halcones Rojos           |
| 27 de fevereiro | 21:15 | Peñarol de Mar del Plata | 73 – 64  | Trotamundos              |
| 28 de fevereiro | 19:00 | Trotamundos              | 70 – 105 | Flamengo                 |
| 28 de fevereiro | 21:15 | Halcones Rojos           | 63 – 83  | Peñarol de Mar del Plata |
| 1 de março      | 19:00 | Halcones Rojos           | 84 – 67  | Trotamundos              |
| 1 de março      | 21:15 | Peñarol de Mar del Plata | 86 – 88  | Flamengo                 |

## Quadrangular final
Rio de Janeiro 14 e 15 de março de 2015 
|  | Semifinais  | Semifinais  |    |             | Final          | Final |  |
|  |             |             |    |             |                |       |  |
|  | 14 de março |             |    |             |                |       |  |
|  | Bauru       | 80          |    |             |                |       |  |
|  | Penãrol     | 61          |    |             |                |       |  |
|  |             |             |    |             |                |       |  |
|  |             |             |    |             | 15 de março    |       |  |
|  |             |             |    |             | Bauru          | 86    |  |
|  |             | Pioneros    | 72 |             |                |       |  |
|  |             |             |    |             |                |       |  |
|  |             |             |    |             |                |       |  |
|  |             |             |    |             | Terceiro lugar |       |  |
|  | 14 de março | 14 de março |    | 15 de março | 15 de março    |       |  |
|  | Pioneros    | 82          |    | Flamengo    | 97             |       |  |
|  | Flamengo    | 81          |    |             | Penãrol        | 81    |  |

## Premiação
| FIBA Liga das Américas 2015 |
| Brasil                      |
| --------------------------- |
| Bauru Campeão (1º título)   |